# Tamira Paszek
Tamira Shelah Paszek (Dornbirn, 6 de diciembre de 1990) es una jugadora de tenis profesional austriaca.
A los cuatro años y medio de edad, comenzó a jugar tenis por su madre, la chilena Françoise Paszek. Su padre, Ariff Mohamed, nació en Tanzania, se crio en Kenia y vivió en Canadá. Sus abuelos paternos son de India.

## Carrera

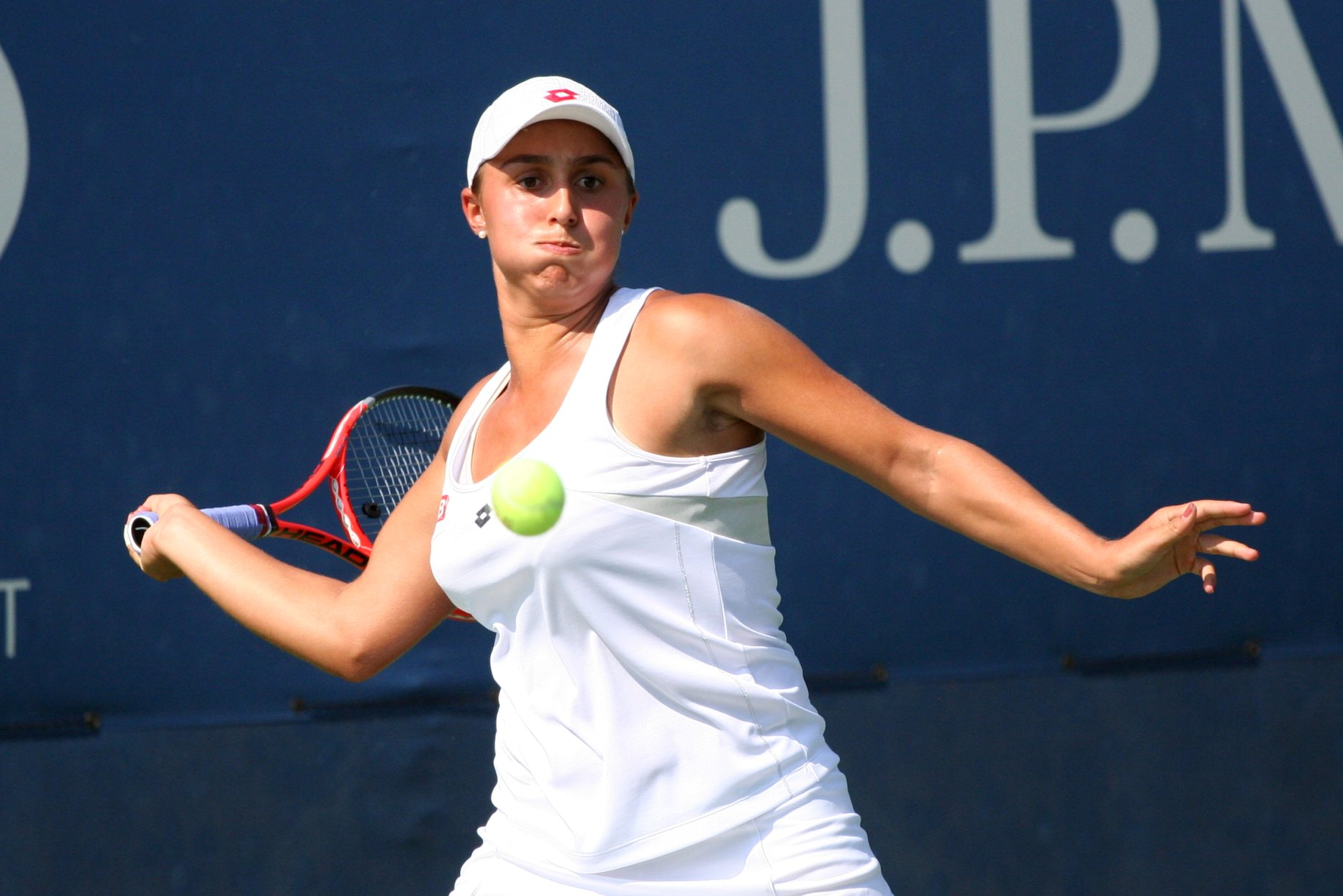
Tamira Paszek en el abierto de Estados Unidos 2010

### 2005
En su primera temporada como profesional ganó su primer título ITF en individuales y en dobles (con Sanja Ancic) en Sofía, Bulgaria. Además hizo su debut en el cuadro principal de un torneo del Tour en Linz, llegando a la segunda ronda (con invitación, en primera le ganó a Vesnina 7-5 en el tercer set para convertirse en la jugadora más joven del año en ganar un partido de cuadro principal del Tour, luego perdió contra Ivanovic). Además participó en la Fed Cup y perdieron contra Francia en la primera ronda del Grupo Mundial, pero ganaron a Suiza en los play-offs del mismo grupo.

### 2006
Obtiene su primer título en el Tour en el que fue apenas su tercera aparición en el cuadro principal de torneos de ese tipo. Obtuvo su título en Portoroz, luego de avanzar en la clasificación, ganándole a Camerin en la final, convirtiéndose, con sólo 15 años, 9 meses y 18 días, en la séptima jugadora más joven de la historia en ganar un título del Tour. En sus otras dos apariciones en main draws de torneos de esa categoría perdió en segunda ronda en Estambul y en primera en Linz. Participó del equipo de Fed Cup que perdió contra España en la primera ronda del Grupo Mundial.

### 2007
El año estuvo marcado por su entrada a las mejores 100 y la llegada a 4r en dos Grand Slams. Llegó a segunda ronda en el Abierto de Australia luego de pasar por la quali. Le ganó a Brémond en primera ronda en dos sets y luego cayó frente a Zvonareva.
Entró al Top 100 de los rankings de la WTA por primera vez en su carrera. En Roland Garros cayó en segunda ronda frente a Henin por 7-5 6-1 luego de haber estado perdiendo por 5-0 en el primer set.
En Wimbledon llegó a la cuarta ronda (octavos de final) luego de ganarle a dos jugadoras preclasificadas, la N.º 17 Tatiana Golovin y la N.º 12 Elena Dementieva. Su participación en el torneo finalizó con su derrota ante Svetlana Kuznetsova en sets consecutivos.
Como debutante en el US Open llegó a los octavos de final luego de ganarle a las preclasificadas Francesca Schiavone, N.º 24, y a Patty Schnyder, N.º 11. Finalmente perdería con la sexta preclasificada Anna Chakvetadze.
No logró defender con éxito su título en el Abierto de Banka Koper Slovenia en Portoroz cuando cayó en segunda ronda ante Elena Dementieva en menos de una hora.
Jugó un total de 10 veces en los cuadros principales de torneos del Tour. Participó en su equipo de Fed Cup y aportó con un 2-0 (ganando la serie 4-1) contra Australia en el Grupo Mundial II y con un 0-2 (perdiendo la serie 4-1) contra Israel en los play-offs del Grupo Mundial I.
Se lesionó en dos ocasiones: una vez en la espalda, lo que la obligó a no presentarse en el torneo de Estambul, y otra en la rodilla, que no le permitió participar en Bali.

### 2008
En el ASB Classic disputado en Auckland, Nueva Zelanda, Paszek llegó a las semifinales perdiendo ante la veterana Lindsay Davenport por 6-4 6-3. En la primera ronda del Abierto de Australia cae ante la serbia y número 4 del mundo (3.º preclasificada) Jelena Janković por 6-2 2-6 10-12 luego de más de 3 horas de juego. Paszek gana fácilmente el primer set 6-2 y su rival gana el segundo por el mismo score. En el set decisivo la austríaca ganaba 5-3 y tuvo 3 match points y en muchas ocasiones estuvo a dos puntos de ganar el partido.
Se presenta en el Masters de Indian Wells, perdiendo en tercera ronda ante Casey Dellacqua y en el Masters de Miami pierde en segunda ronda frente a Anna Chakvetadze por 6-3, 6-2.
Luego una racha perdedora de seis partidos consecutivos en Roland Garros y Wimbledon.
El 31 de julio, Paszek venció  a la número uno del mundo Ana Ivanovic en la tercera ronda de la Copa Rogers en Montreal en tres sets: 6-2, 1-6, 6-2. Posteriormente en cuartos de final perdió su partido ante Victoria Azarenka por 6-4, 7-5.
Luego perdió en la primera ronda del Masters de Cincinnatifrente a Petra Cetkovská. En el Abierto de EE. UU. derrotó a la cabeza de serie 23 María Kirilenko 6-3, 3-6, 6-4, para después perder contra una rival de menor rango Magdalena Rybarikova.
Paszek fue finalista en el Torneo de Bali después de derrotar a la séptima sembrada Flavia Pennetta y la cabeza de serie N.º 1 Daniela Hantuchova. Perdió la final ante Patty Schnyder por 3-6, 0-6. A continuación, se retiró del torneo de Linz debido a una lesión.

### 2009
Paszek finalizó su relación con Lari Passos como entrenador, comenzando una nueva etapa con Ángel Giminez.
Paszek perdió en primera ronda el Abierto de Australia frente a la tenista invitada australiana Jelena Dokić en tres sets.
En Indian Wells, venció en primera ronda a Mara Santangelo 6–3, 6–2, perdiendo luego en segunda ronda frente a la sembrada N.º 21 Alisa Kleybanova por el mismo resultado.

### 2010
En enero, Tamira perdió en la segunda ronda de clasificación en el torneo de Auckland. Después de derrotar a Carly Gullickson 6-3, 7-5 se retiró en su partido contra Rebecca Marino después de ir perdiendo por 6-0 y 1-0. Su siguiente torneo fue el Torneo de Hobart, obteniendo una gran victoria tras derrotar a Roberta Vinci por 6-4 y 6-3, pero luego perdió ante Gisela Dulko por 6-1, 0-6, 7-6.
Su siguiente torneo fue el Abierto de Australia 2010, donde perdió frente a Julia Görges en la primera ronda por 6-0, 3-6, 6-3. En el torneo de París Tamira perdió ante Lucie Safarova 6-0 6-3. Entró al torneo de Dubái disputando el cuadro clasificatorio. Derrotó en primera ronda a Tsvetana Pironkova, pero perdió frente a Anna-Lena Grönefeld por 6-3, 7-5. Después de Dubái entró en Indian Wells, siendo derrotada por Julie Coin con 6-4, 6-3. En el Masters de Miami, Tamira venció a Anne Keothavong por 6-4 y 6-2, pero perdió ante Anastasiya Pavliuchenkova 7-6, 4-6, 6-3 en la siguiente ronda.
Perdió en las primeras rondas de Marbella, Barcelona y Fes. No entró en Roland Garros.
Luego disputó Wimbledon siendo derrotada en segunda ronda ante Kurumi Nara por 7-5, 6-4.
Su siguiente torneo fue el Torneo de Portoroz, donde derrotó a Jelena Kostanic Tošić por 7-5, 6-2. Posteriormente se enfrentó a Stefanie Vögele y perdió por 7-5, 6-4.
Después de algunas derrotas en las eliminatorias de los torneos Premier, Tamira encontró su forma en el Abierto de Estados Unidos 2010 donde entró desde la calificación. Derrotó a Michaella Krajicek, Kim So-Jing y Evgeniya Rodina para llegar al cuadro principal. En la primera ronda del cuadro principal, derrotó a la cabeza de serie Nª 26 Lucie Safarova, a pesar de estar abajo 2-6, 1-4 en el segundo set. Perdió ante Chan Yung-jan en la segunda ronda.
Su siguiente torneo fue en el Challenger de Quebec derrotando a Marina Erakovic por 6-0, 6-4 y Jill Craybas en la segunda ronda 6-2, 6-3. En cuartos de final derrotó a la octava sembrada Sofia Arvidsson por 6-3, 6-4. Luego aplastó a Christina McHale en la semifinal para reservar su lugar en la final, donde ganó el título superando a Bethanie Mattek-Sands  7-6(6), 2-6, 7-5.

### 2011
Paszek 2011 comenzó puesto N.º 89 del ranking WTA. Perdió en la primera ronda de Auckland frente Sofia Arvidsson. Clasificó para el torneo de Hobart y llegó a la segunda ronda del cuadro principal antes de caer frente Jarmila Gajdosova. En el Campeonato de Wimbledon 2011, Paszek tuvo su mejor actuación en este torneo, derrotando a la número siete del mundo y sexta preclasificada Francesca Schiavone, su primera victoria frente a una top 10 en el año en un épico partido de tercera ronda que duró tres horas y 42 minutos. Paszek finalmente se impuso por 3-6, 6-4, 11-9. En cuarta ronda venció a la rusa Ksenia Pervak en tres sets: 6-2, 2-6, 6-3 para alcanzar de esta manera los cuartos de final de un Grand Slam por primera vez. Se enfrentó entonces ante la 4.ª cabeza de serie, la bielorrusa Victoria Azarenka perdiendo por 6-3, 6-1.

### 2012
Comienza el año perdiendo en primera ronda de Brisbane frente a Anna Ivanovic, posteriormente cae derrotada en la primera ronda del Abierto de Australia frente a la estadounidense Serena Williams.
En junio de 2012, Tamira Paszek ganó su tercer título de la WTA , derrotando a Angelique Kerber en la final por 5-7, 6-3, 7-5, en el torneo que se disputa sobre hierba de Eastbourne. Venció en primera ronda de Wimbledon a la ex N.º 1 Caroline Wozniacki por 5-7, 7-6, 6-4, en un encuentro que duró tres horas y 12 minutos. Venció a Alizé Cornet por 6-2, 6-1 en la segunda ronda; Yanina Wickmayer 2-6, 7-6(4), 7-5 en la tercera ronda y Roberta Vinci por 6-2 y 6-2 en la cuarta ronda para alcanzar los cuartos de final, donde fue derrotada nuevamente por Victoria Azarenka al igual que el año anterior. Perdió en cuartos de final por 3-6, 6-7.

## Títulos WTA (3)

### Individuales (3)
| Leyenda: Antes de 2009 | Leyenda: A partir de 2009 |
| ---------------------- | ------------------------- |
| Grand Slam (0)         |                           |
| WTA Championships (0)  |                           |
| Tier I (0)             | Premier Mandatory (0)     |
| Tier II (0)            | Premier 5 (0)             |
| Tier III (0)           | Premier (1)               |
| Tier IV & V (1)        | International (1)         |

| No. | Fecha                    | Torneo     | Superficie | Oponente en la final  | Resultado        |
| 1.  | 24 de septiembre de 2006 | Portoroz   | Dura       | Maria Elena Camerin   | 7-5, 6-1         |
| 2.  | 19 de septiembre de 2010 | Quebec     | Dura (i)   | Bethanie Mattek-Sands | 7-6(6), 2-6, 7-5 |
| 3.  | 23 de junio de 2012      | Eastbourne | Hierba     | Angelique Kerber      | 5-7, 6-3, 7-5    |

### Finalista individuales (1)
| No. | Fecha                   | Torneo | Superficie | Oponente en la final | Resultado |
| 1.  | 8 de septiembre de 2008 | Bali   | Dura       | Patty Schnyder       | 3-6, 0-6  |